# Oleksa Stefanowytsch
Oleksa Koronatowytsch Stefanowytsch (englisch Oleksa Stefanovych; * 23. Septemberjul. / 5. Oktober 1899greg. in Myljatyn, Gouvernement Wolhynien, Russisches Kaiserreich; † 4. Januar 1970 in Buffalo, Vereinigte Staaten) war ein ukrainischer Dichter und Literaturkritiker.

## Leben
Oleksa Stefanowytsch kam in Myljatyn (Милятин) in der heute ukrainischen Oblast Riwne, Rajon Ostroh als Sohn eines orthodoxen Priesters zur Welt und schloss 1914 die geistige Schule in Klewan ab. Anschließend besuchte er das Wolhynische Theologische Seminar (Волинську духовну семінарію) in Schytomyr, das er 1919 absolvierte. In den Jahren 1920/21 war er als Dorfschullehrer tätig. 1922 emigrierte er ins tschechische Prag und studierte dort bis 1928 an der Philosophischen Fakultät der Karls-Universität, wo er 1930 seine Dissertation in Philosophie verteidigte. Zwischen 1928 und 1930 lehrte er an der Philosophischen Fakultät der Ukrainischen Freien Universität Prag.
In Prag nahm er am gesellschaftlichen und kulturellen Leben der ukrainischen Emigranten teil, die sich hier sammelten. Unter anderem unterstützten ihn die ukrainischen Schriftsteller Oleksandr Oles, Jewhen Malanjuk, Spyrydon Tscherkassenko und Oleh Olschytsch bei seinem Schaffen als Dichter. Von 1939 bis 1941 arbeitete er als Hauslehrer. Bevor die Rote Armee in Prag einmarschierte, floh er zunächst nach Westdeutschland, wo er zunächst in einem Lagern für Vertriebene lebte. Von da aus emigrierte er 1949 nach Buffalo im US-Bundesstaat New York und arbeitete dort bis zu seiner Pensionierung in einer Fabrik und ab 1962 als Lehrer an einer Ukrainisch-Orthodoxen Sonntagsschule. Er starb 70-jährig in Buffalo und wurde auf dem St.-Andrew-Friedhof in South Bound Brook, New Jersey bestattet.

## Werk
Das imaginative System von Stefanowytschs Texten ist ungewöhnlich reich. Seine lyrischen Helden beobachten Bilder vergangener Ereignisse und der Gegenwart. Obwohl er zur „Prager Schule“ der ukrainischen Dichtung zählt, fehlte in seinen Gedichten der charakteristische Voluntarismus der Werke der anderen Mitglieder.
In Prag publizierte er die poetischen Sammlungen Poesiji (Поезії, 1927) und Stefanos I. (Стефанос І., 1938). Eine posthume Ausgabe seiner gesammelten Werke, einschließlich der zuvor unveröffentlichten Stefanos II. (Стефанос ІІ.), Kinezswitnje (Кінецьсвітнє) und Frahmenty (Фрагменти) erschien 1975 im kanadischen Toronto.